# Adam Hastings

a Compétitions nationales et continentales officielles uniquement.

b Matchs officiels uniquement.
Dernière mise à jour le 19 juillet 2023.
Adam Hastings, né le 5 octobre 1996 à Édimbourg (Écosse), est un joueur international écossais de rugby à XV jouant aux postes de demi d'ouverture ou d'arrière avec les Glasgow Warriors. 
Il est le fils de Gavin Hastings et le neveu de Scott Hastings également joueurs internationaux écossais.

## Biographie
Adam Hastings est le fils de Gavin Hastings et le neveu de Scott Hastings, tous deux anciens internationaux écossais de rugby à XV.
Il entre à l'académie du club de Bath Rugby en 2014 où il fait ses débuts professionnels. En 2017, il s'engage pour 2 ans avec les Glasgow Warriors.
Il connaît sa première sélection en Équipe d'Écosse le 9 juin 2018 à l’occasion d’un match contre le Canada à Edmonton.
En 2021, il quitte Glasgow pour rejoindre Gloucester Rugby en Premiership.
Au mois de janvier 2024, il est sélectionné pour le Tournoi des Six Nations. Cependant, il déclare forfait pour la première journée.
À partir de la saison 2024-2025, il fait son retour aux Glasgow Warriors.

## Statistiques en équipe nationale
- 32 sélections (16 fois titulaire, 16 fois remplaçant)
- 152 points (5 essais, 44 transformations, 13 pénalités)
- Sélections par année : 7 en 2018, 9 en 2019, 6 en 2020, 3 en 2021, 2 en 2022, 3 en 2024
- Tournoi des Six Nations disputés : 2019, 2020, 2021, 2022

En Coupe du monde :
- 2019 : 2 sélections (Samoa, Russie), 26 points (2 essais, 8 transformations)